# Ē
Ē (hoofdletter) of ē (kleine letter) is een letter met daarop een horizontale streep, genaamd: macron. De letter wordt gebruikt in het Lets, het Lijfs en in het Samogitisch. De letter wordt ook gebruikt in romanisatiesystemen voor: het Oudgrieks, het Sanskriet, het Mandarijn (Pinyin), het Kantonees (Yale), het Japans (Romaji), het Nahuatl en in de Malayo-Polynesische talen. De letter wordt als indicator van een verlengde klinkeruitspraak gebruikt in woordenboeken en studiemateriaal voor: het Oudengels, het Latijn, het Cree, soms is dit ook nog het geval voor het Syrisch. De letter wordt tevens gebruikt in het Internationaal Fonetisch Alfabet (IPA).
Multinational Mondelēz International gebruikt de ē in zijn naam.

## Lets
In het Letse alfabet vormt de letter een aparte letter die in het alfabet na de 'e' komt en voor de 'f'. De letter staat voor een lange e-klank in het Lets.

## Lijfs
In het Lijfse alfabet vormt de letter een aparte letter die in het alfabet na de 'e' komt en voor de 'f'. De letter staat voor een lange e-klank in het Lijfs.

## Samogitisch
In het Samogitische alfabet vormt de letter een aparte letter die in het alfabet na de 'e' komt en voor de 'ė'. De letter staat voor een lange e-klank in het Samogitisch.

## Transliteratiesystemen
De letter wordt gebruikt in de romanisatiesystemen voor: het Oudgrieks, het Mandarijn, het Kantonees, het Japans, het Nahuatl en in de Malayo-Polynesische talen. De letter staat in al deze systemen voor een lange klinkerklank, met uitzondering van het Mandarijn waarin het staat voor een hoge klank.

## IPA
In het Internationaal Fonetisch Alfabet staat de letter voor de letter e met een middelhoge toon.

## Unicode
In Unicode heeft Ē de code 274 (hex 0112) en ē de code 275 (hex 0113).